# Herb gminy Boniewo
Herb gminy Boniewo – symbol gminy Boniewo.

## Wygląd i symbolika
Herb przedstawia na tarczy w polu czerwonym srebrną strzałę zaćwieczoną na srebrnym półpierścieniu. Jest to godło z herbu Ogończyk, którym posługiwał się ród Boniewskich, właścicieli wsi.